# Govert naar de grenzen van het heelal
Govert naar de grenzen van het heelal was een Nederlands wetenschappelijk televisieprogramma dat in het voorjaar van 2019 werd uitgezonden door de NTR bij de Publieke Omroep. Het programma werd gemaakt en gepresenteerd door wetenschapsjournalist Govert Schilling die hiermee voor het eerst een eigen televisieprogramma heeft.
Vijftig jaar na de Apollo 11, toen Schilling twaalf jaar oud was, ging hij op zoek naar astronomische hoogtepunten van het heelal met aandacht voor de zon, maan, planeten en kometen maar ook andere sterren en exoplaneten. Hij stelde de vraag hoe de mensheid zich kan beschermen tegen kosmische inslagen, of de atomen in het menselijk lichaam uit sterrenstof bestaan, of de mens ooit op Mars gaat wonen, of er buitenaards leven bestaat, hoe het heelal is ontstaan en evalueerde de resultaten van de maanlanding en of er in de toekomst weer naar de Maan wordt gegaan door de mens.
Hij reisde daarbij naar verschillende locaties in binnen- en buitenland zoals de Verenigde Staten waar hij sprak met wetenschappers, bijvoorbeeld met Carolyn Shoemaker over haar ontdekking van de komeet Shoemaker-Levy. In Chili bezocht hij hoog gelegen sterrenwachten met de meest geavanceerde telescopen ter wereld waarbij hij om die te kunnen bezoeken werd voorzien van extra zuurstof.

## Uitzendingen
| Aflevering | Titel                         | Datum        |
| ---------- | ----------------------------- | ------------ |
| 1          | Als de hemel valt             | 14 mei 2019  |
| 2          | Wij zijn sterrenstof          | 21 mei 2019  |
| 3          | Onze toekomst op Mars         | 28 mei 2019  |
| 4          | Zijn wij alleen               | 4 juni 2019  |
| 5          | Terug naar de Oerknal         | 11 juni 2019 |
| 6          | De erfenis van de maanlanding | 18 juni 2019 |